# Фиља де Жос (Клуж)
Фиља де Жос (рум. Filea de Jos) насеље је у Румунији у округу Клуж у општини Чурила. Oпштина се налази на надморској висини од 544 m.

## Становништво
Према подацима из 2002. године у насељу је живело 254 становника, од којих су сви румунске националности.